# Каюмов, Лазиз Пулатович
Лазиз Пулатович Каюмов (23 апреля 1930 года, Коканд, Узбекская ССР — 11 января 2004 года, Ташкент, Узбекистан) — советский и узбекский литературовед, заслуженный деятель науки Узбекистана (1980), доктор филологических наук (1963), профессор (1965). Брат Азизжона Каюмова.

## Биография
Лазиз Каюмов родился 23 апреля 1930 года в Коканде, в семье преподавателя Пулатжона Каюмова. Учился в средней школе № 3 города Коканд, а затем поступил на филологический факультет Среднеазиатского Государственного Университета (ныне Национальный университет Узбекистана), который успешно окончил в 1952 году. Начиная с 1953 года и до конца жизни он проработал на факультете узбекской филологии, где возглавлял кафедру теории литературы. Под его руководством было подготовлено большое количество научных работ как в Узбекистане так и за рубежом.
С 1962 по 1981 год он был главным редактором газеты «Узбекистон Маданияти». Помимо основной работы, занимался общественной деятельностью. В частности, он являлся председателем общества Дружбы со странами Азии и Африки, член международной Ассоциации литературных критиков (МАЛК), председателем секции языка и литературы общества «Знание» УзССР, член президиума Союза писателей Узбекистана и член Союза писателей СССР. Его статьи печатались в крупнейших литературных газетах и журналах СССР, таких как «Литературная газета», «Дружба народов», «Вопросы литературы», «Литературное обозрение». С 1984 по 1988 год работал редактором газеты «Советский Узбекистан».
В 1974 году присуждена всесоюзная премия Союза писателей и журналистов СССР за лучшие критические работы года.

## Творчество
Лазиз Каюмов является автором 25 научных и художественных произведений, посвящённых творчеству и жизни Хамзы Хаким Заде Ниязи и других деятелей узбекской литературы. Он автор сценариев к фильмам «Живой Хамза» (1967), «Театр Хамзы», «Я твой ребёнок, Узбекистан!», «Фестиваль цветов» (1972). Он также писал книги, под его авторством изданы «Революционная песня» (биография Хамзы) (1962), «Революция и творчество» (1964), «Революционная драма» (1970), «Хамза» (1973, 1989), «Шоира Зульфия» (1965, 1975), «Алмазный талант» (1965), «Современники» (1972), «Век и проза» (1975).
Лазиз Каюмов также был автором сборники рассказов «Учитель» (1954), «Гулистонинг Сенин», «Мехри Дарье» (1975), «Встречи на меридиане» (1976).

## Награды
- Орден «Знак почета»
- медаль «За трудовое отличие»
- Государственная премия Узбекской ССР имени Хамзы (1973)[9]
- Заслуженный деятель науки Узбекистана (22.04.1980)[10]